# Carleton—Mississippi Mills
Pour les articles homonymes, voir Carleton et Mississippi.
Circonscription électorale fédérale du Canada
Carleton—Mississippi Mills (anciennement connue sous le nom de Lanark–Carleton et de Carleton–Lanark) est une ancienne circonscription électorale fédérale en Ontario (Canada).
La circonscription s'étendait au nord-est d'Ottawa, englobant la partie ouest de la ville ainsi que la ville de Mississippi Mills.
Les circonscriptions limitrophes étaient Renfrew—Nipissing—Pembroke, Lanark—Frontenac—Lennox and Addington, Nepean—Carleton, Ottawa-Ouest—Nepean et Pontiac. 

## Historique
La circonscription de Lanark—Carleton est créée en 1987 à partir des circonscriptions de Lanark—Renfrew—Carleton et de Nepean—Carleton. Renommée Carleton—Lanark en 2003, une partie de Nepean—Carleton est incorporée à la circonscription. Elle est brièvement renommée Carleton—Lanark de mai à août 2004, avant d'être à nouveau renommée Carleton—Mississippi Mills en 2004. Dissoute lors du redécoupage de 2012, la circonscription est redistribuée parmi Kanata—Carleton, Carleton et Lanark—Frontenac—Kingston.
| Législature                                                                          | Années                                                               | Député                                                               | Député                                                               | Parti                                                                |
| Lanark–Carleton issue de Lanark—Renfrew—Carleton and Nepean—Carleton                 | Lanark–Carleton issue de Lanark—Renfrew—Carleton and Nepean—Carleton | Lanark–Carleton issue de Lanark—Renfrew—Carleton and Nepean—Carleton | Lanark–Carleton issue de Lanark—Renfrew—Carleton and Nepean—Carleton | Lanark–Carleton issue de Lanark—Renfrew—Carleton and Nepean—Carleton |
| ------------------------------------------------------------------------------------ | -------------------------------------------------------------------- | -------------------------------------------------------------------- | -------------------------------------------------------------------- | -------------------------------------------------------------------- |
| 34e                                                                                  | 1988–1993                                                            |                                                                      | Paul Dick                                                            | Progressiste-conservateur                                            |
| 35e                                                                                  | 1993–1997                                                            |                                                                      | Ian Murray                                                           | Libéral                                                              |
| 36e                                                                                  | 1997–2000                                                            |                                                                      | Ian Murray                                                           | Libéral                                                              |
| 37e                                                                                  | 2000–2003                                                            |                                                                      | Scott Reid                                                           | Alliance canadienne                                                  |
| 37e                                                                                  | 2003-2004                                                            |                                                                      | Scott Reid                                                           | Conservateur                                                         |
| Carleton—Mississippi Mills                                                           |                                                                      |                                                                      |                                                                      |                                                                      |
| 38e                                                                                  | 2004–2006                                                            |                                                                      | Gordon O'Connor                                                      | Conservateur                                                         |
| 39e                                                                                  | 2006–2008                                                            |                                                                      | Gordon O'Connor                                                      | Conservateur                                                         |
| 40e                                                                                  | 2008–2011                                                            |                                                                      | Gordon O'Connor                                                      | Conservateur                                                         |
| 41e                                                                                  | 2011–2015                                                            |                                                                      | Gordon O'Connor                                                      | Conservateur                                                         |
| Circonscription dissoute dans Kanata—Carleton, Carleton et Lanark—Frontenac—Kingston |                                                                      |                                                                      |                                                                      |                                                                      |

## Circonscription provinciale
Depuis les élections provinciales ontariennes du 4 octobre 2007, l'ensemble des circonscriptions provinciales et des circonscriptions fédérales sont identiques.